# ريتشارد جي. ميتشيل
ريتشارد جي. ميتشيل (بالإنجليزية: Richard G. Mitchell)‏ هو ملحن بريطاني، ولد في 31 يوليو 1956 في مانشستر في المملكة المتحدة.

## وصلات خارجية
- ريتشارد جي. ميتشيل على موقع IMDb (الإنجليزية)
- ريتشارد جي. ميتشيل على موقع ميوزك برينز (الإنجليزية)